# (316) Гоберта
(316) Гоберта (лат. Goberta) — небольшой астероид главного пояса, который открыл 8 сентября 1891 года французский астроном Огюст Шарлуа в обсерватории Ниццы. Происхождение названия неизвестно.

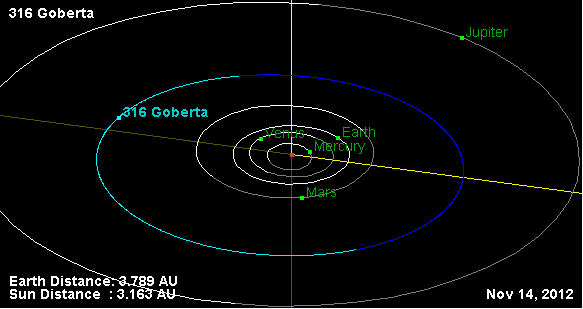
Орбита астероида Гоберта и его положение в Солнечной системе